# Echinaster arcystatus
Echinaster arcystatus är en sjöstjärneart som beskrevs av Hubert Lyman Clark 1914. Echinaster arcystatus ingår i släktet Echinaster och familjen krullsjöstjärnor. Inga underarter finns listade i Catalogue of Life.